# Krähenhof (Wüstung)
Der ehemalige Krähenhof (auch Krehenhof) ist eine aufgegebene Siedlung auf der Gemarkung von Welzheim, einer Stadt im baden-württembergischen Rems-Murr-Kreis. Die Siedlung wurde zu Beginn des 18. Jahrhunderts angelegt und ging gegen Ende des 19. Jahrhunderts ein.

## Lage
Der Krähenhof befand sich südwestlich von Welzheim bei dem kleinen Ort Eselshalden, nahe dem Krähenberg, einem bewaldeten Hügel (487 m).

## Geschichte
Der Krähenhof wurde 1722 auf einer Rodungsinsel im Wald errichtet. In der Beschreibung des Oberamts Welzheim von 1845 wird die Siedlung als geringes Gütchen bezeichnet, welches alle Grundabgaben dem Staat reichen musste. Die 14 Einwohner waren alle evangelischer Konfession. Nach der Aufgabe der Hofstelle wurde das Gebiet aufgeforstet.

### Einwohnerentwicklung
- 1828: 19 Einwohner[2]
- 1845: 14[1]
- 1847: 15[3]
- 1873: 12[4]